# Dendrobium engae
Dendrobium engae är en orkidéart som beskrevs av Thomas M. Reeve. Dendrobium engae ingår i släktet Dendrobium, och familjen orkidéer.
Artens utbredningsområde är Papua Nya Guinea. Inga underarter finns listade i Catalogue of Life.

## Bildgalleri

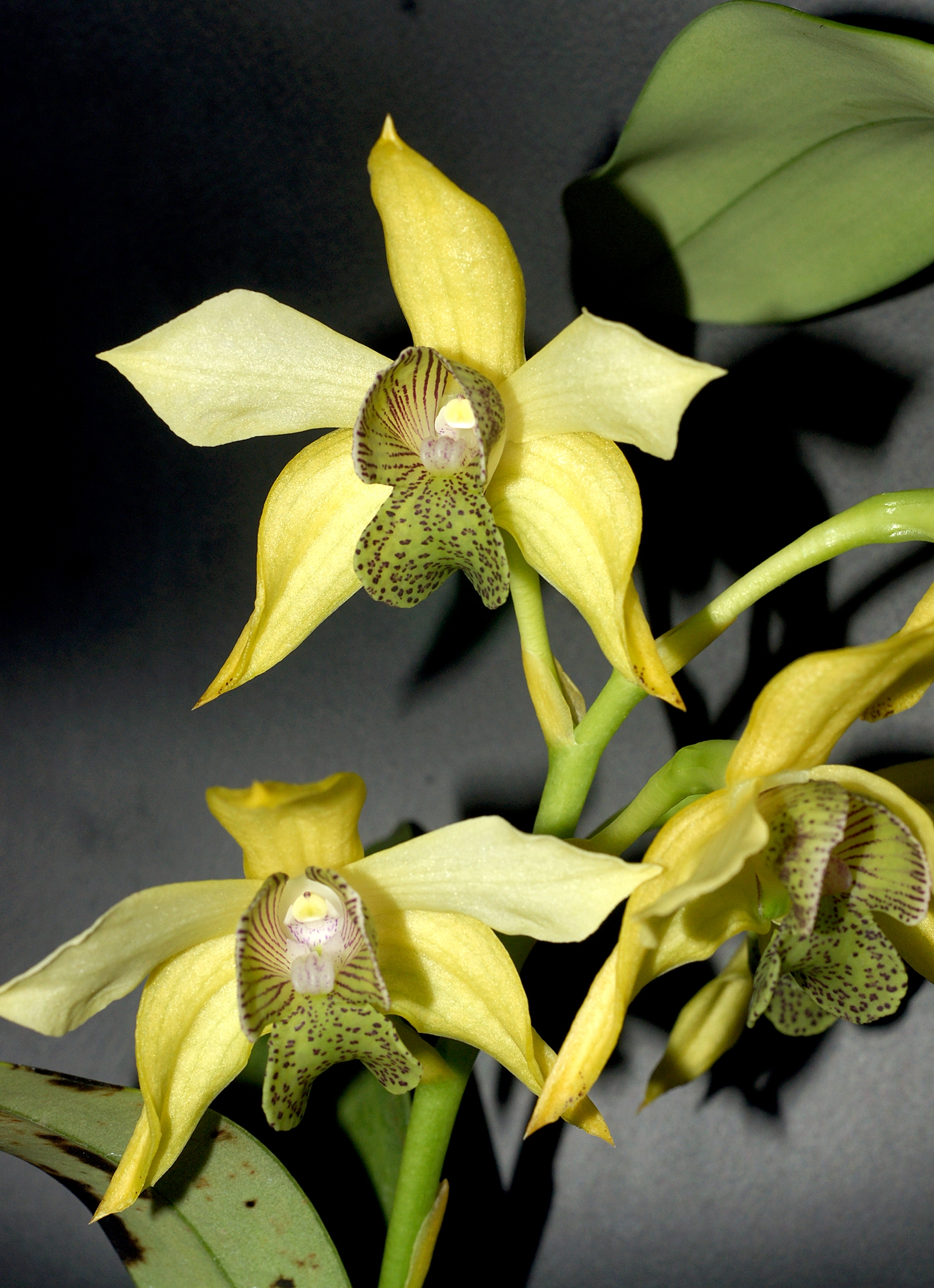